# Satanduhepa
Satanduhepa (1390 a.C. ca – 1365 a.C. ca.) è stata una regina ittita del Nuovo Regno.

## Biografia
Moglie principale di Tudhaliya III prima ancora che questi ascendesse al trono, ricoprì probabilmente per un breve periodo il ruolo di Regina Regnante dopo la morte della suocera Asmunikal, sopravvissuta al marito Arnuwanda I e rimasta in carica al fianco del figlio secondo le tradizioni ittite.
Il momento storico in cui il marito ascese al trono, dopo alcuni decenni di relativa stabilità, fu terribile per gli Ittiti, devastati da incursioni da Nord dei Kaska e costretti dalla inaspettata avanzata degli Arzawa da Ovest ad un ridimensionamento territoriale notevole, con il dominio che si ridusse appena al cuore storico della nazione, l'area delimitata dal fiume Marassantiya.
Dopo un periodo breve, circa cinque anni dall'incoronazione di Tudhaliya, per ragioni a noi al momento ignote (verosimilmente una morte per cause naturali), fu rimpiazzata al fianco del marito da Daduhepa, seconda moglie di Tudhaliya.

## Una famiglia divisa in fazioni
Satanduhepa dette al marito almeno tre figli maschi, uno dei quali, probabilmente il maggiore, ascese al trono alla morte del padre (1350 ca.) come erede designato, passando alla storia con l'appellativo di Tudhaliya il Giovane. Tuttavia il regno di Tudhaliya se ci fu ebbe breve durata: il fratello Šuppiluliuma I, infatti, figlio di una moglie secondaria o di una concubina, sostenuto dalla nobiltà e dall'esercito per i grandi successi militari ottenuti sotto il regno del padre, si ribellò ed uccise il giovane re, usurpandone il trono. Gli studiosi suppongono che un ruolo rilevante nell'avvantaggiare Suppiluliuma lo abbia giocato proprio Daduhepa, facendo leva sul proprio prestigioso ruolo.
L'episodio rimase impresso in maniera indelebile nella memoria delle generazioni successive, e sebbene Suppiluliuma I venga considerato il vero fautore del nuovo impero ittita ed uno dei più grandi sovrani della storia del suo popolo, i suoi discendenti (in particolare il figlio Muršili II) composero orazioni agli dei chiedendo perdono per l'accaduto. 
In tutte le liste di regine successive, compare come sposa al fianco di Tudhaliya III solo la regina Daduhepa, certamente in quanto "madre" della fazione vincente; Satanduhepa, madre dell'usurpato e quindi ingombrante per la fazione dell'usurpatore, verrà invece sottoposta ad una sorta di "damnatio memoriae", senza più esser indicata in alcun documento e finendo così nell'oblio.